# باسكال هوسير
باسكال هوسير (بالهولندية: Pascal Huser)‏ هو لاعب كرة قدم هولندي في مركز الهجوم، ولد في 17 أبريل 1995 في Nieuw-Schoonebeek ‏ في هولندا. لعب مع نادي هيرنفين.

## وصلات خارجية
- باسكال هوسير على موقع قاعدة بيانات كرة القدم.إي يو (الإنجليزية)
- باسكال هوسير على موقع Soccerway.com (الإنجليزية)
- باسكال هوسير على موقع عالم كرة القدم.نت (الإنجليزية)